# Postglaciale opheffing

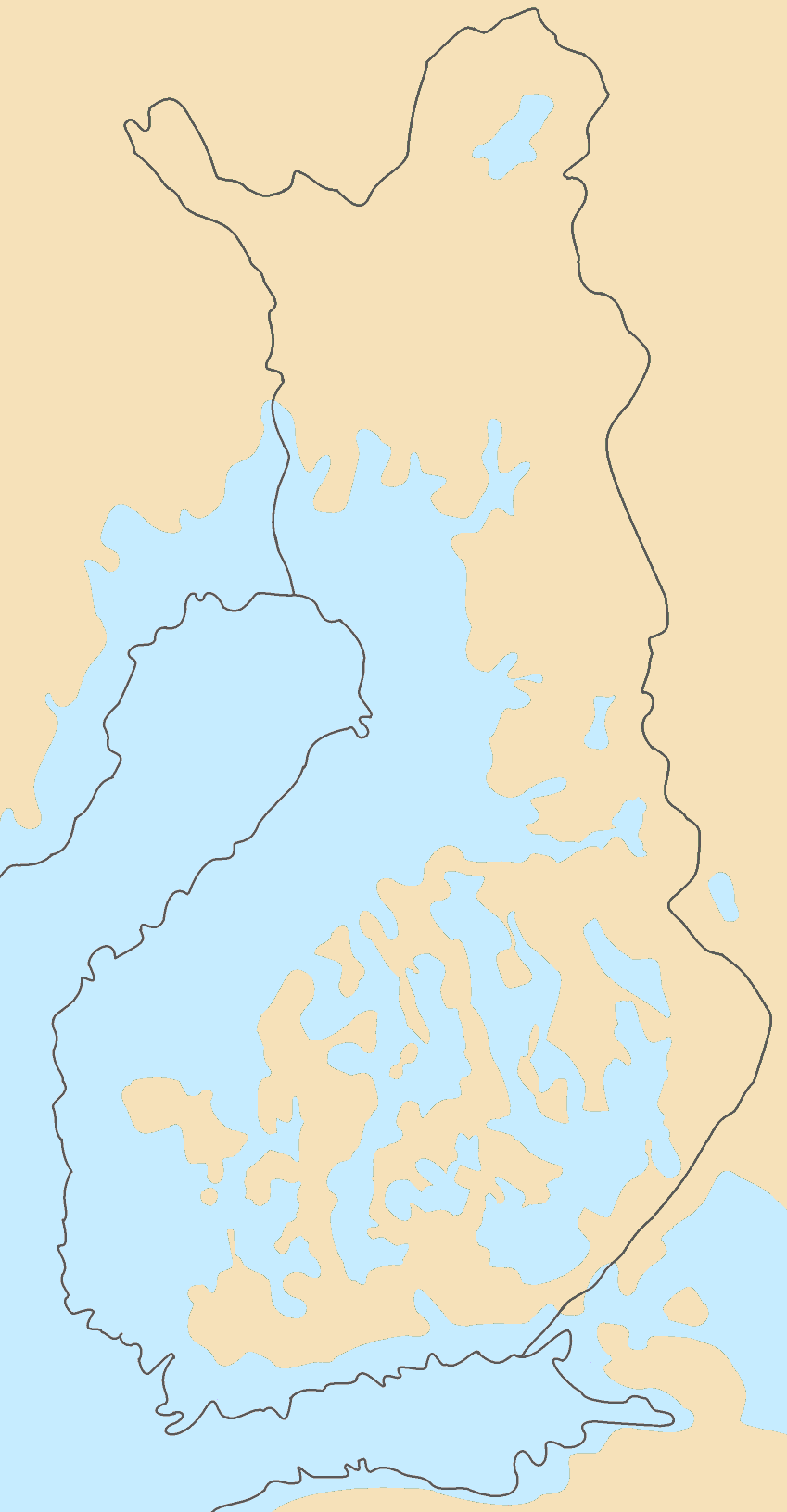
Hypothetische verschil veroorzaakt door de postglaciale opheffing tussen de contouren van het huidige Finland en dat van 11.000 jaar geleden

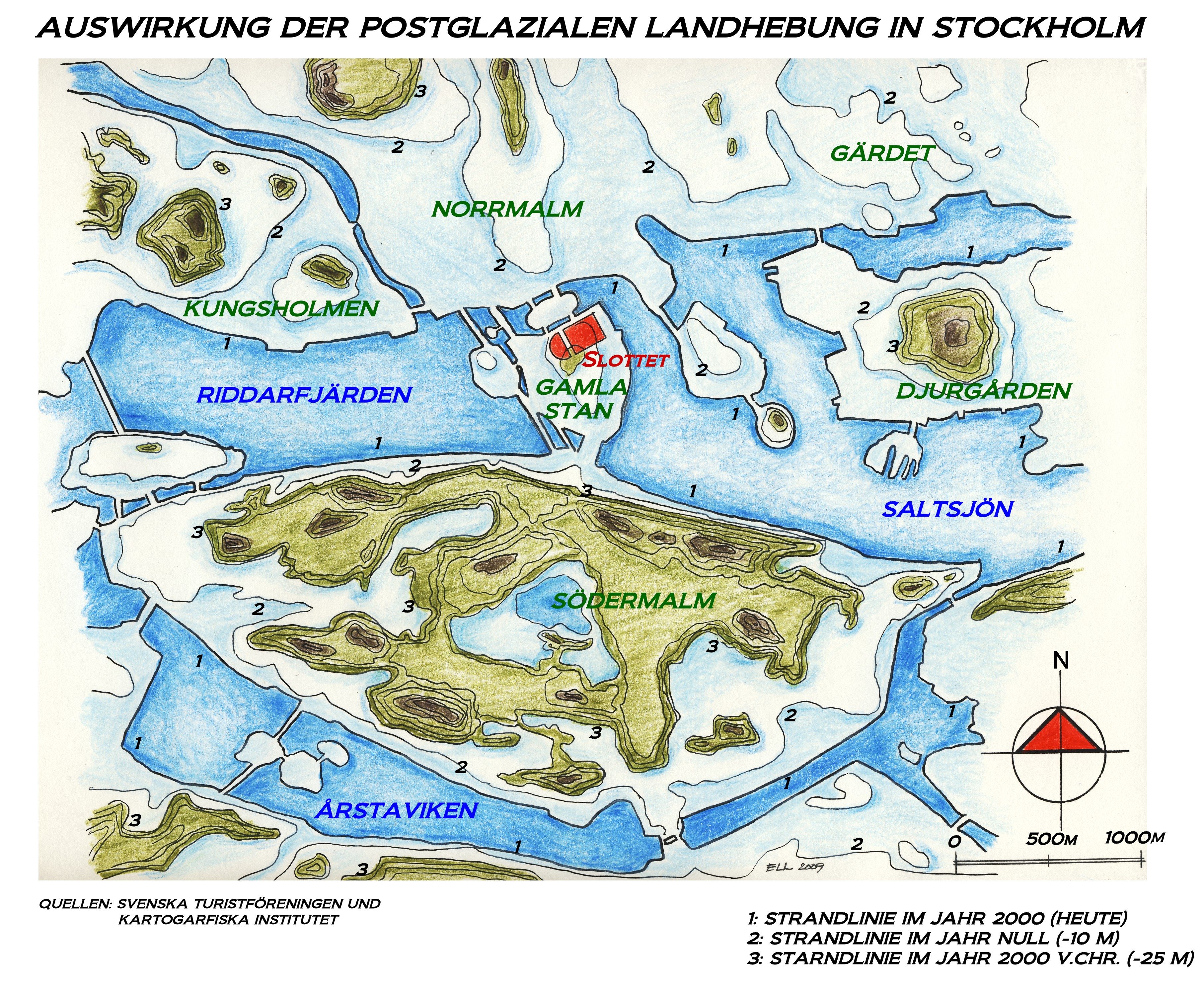
Stockholm

Postglaciale opheffing is het omhoog komen van de aardbodem als gevolg van het smelten van landijs. Postglaciale opheffing is een gevolg van het principe van isostasie. De aardkorst 'drijft' volgens dit principe op de aardmantel, die plastisch kan worden vervormd. In een glaciale periode, een ijstijd, ligt boven op een stuk aardkorst een zware massa van soms vele kilometers dik ijs. Dit ijs smelt wanneer het klimaat warmer wordt, waarna de korst omhoog komt, als het ware opveert. Dit vindt vanwege de interne sterkte langzaam plaats. De korst in Scandinavië en centraal-Canada beweegt op het moment nog steeds omhoog, hoewel het einde van het glaciaal meer dan 10.000 jaar geleden was. De eilanden van Stockholm zijn door 4000 jaar postglaciale opheffing ontstaan.
Door de stijfheid van de korst vindt soms rondom gebieden waar opheffing plaatsvindt, een postglaciale daling plaats. Dat is het geval in Nederland, als tegenhanger van de postglaciale opheffing in Scandinavië. Het kantelpunt bevindt zich in Denemarken.

## Hoogste kustlijn
De hoogste kustlijn is de kustlijn tot waar het het zeeniveau maximaal kwam toen de ijskappen zich terugtrokken. In Nederland en België is dat niet van toepassing, maar in Scandinavië, Schotland en delen van Canada des te meer. Een voorbeeld is de Zweedse 'Hoge kust'. Er is vaak een groot geologisch verschil tussen de gebieden boven en beneden de hoogste kustlijn. Beneden de hoogste kustlijn is sedimentair gesteente te vinden in de vorm van glaciomariene en glaciolacustriene afzettingen, terwijl die boven de hoogste kustlijn ontbreken. De tills zijn beneden de hoogste kustlijn vaak als gevolg van golfwerking aan het oppervlak enigszins gesorteerd.

## Geologie van de aardkorst
De tektonische opheffing zorgt er ook voor dat grote delen land omhoog komen, maar heeft daarbij een andere oorzaak. Het zijn daarbij tektonische platen, die over elkaar heen schuiven. De beweging van de lithosfeer wordt behalve door het smelten van landijs ook veroorzaakt door de toename van water in de oceanen.

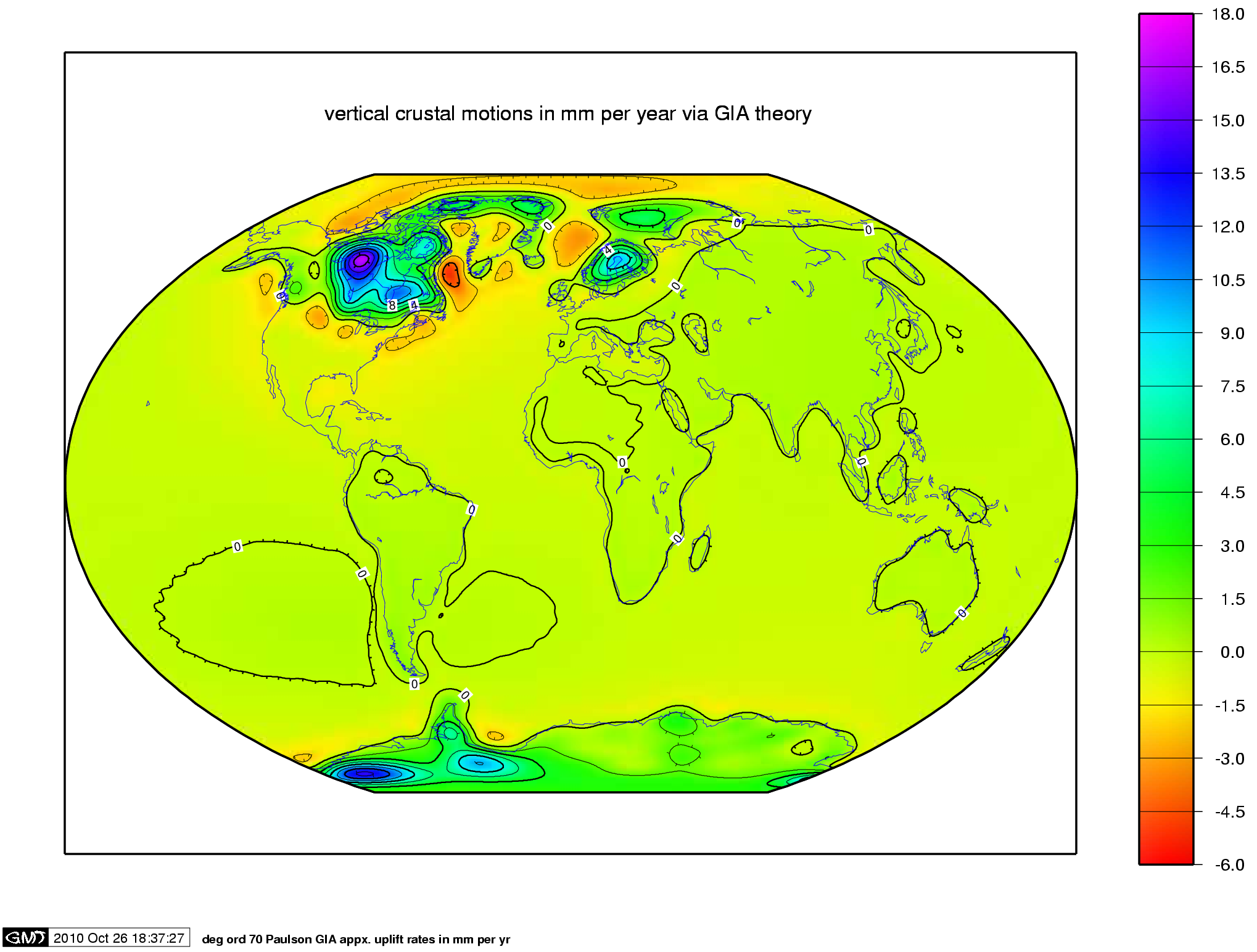
Opheffing of daling van de lithosfeer wereldwijd sinds het einde van de laatste ijstijd. De kaart is op satellietmetingen van de huidige beweging van het aardoppervlak en geologische gegevens gebaseerd, zoals de hoogte van oude kustlijnen ten opzichte van het huidige zeeniveau.